# Kring rymden breddes fasa
Kring rymden breddes fasa är en psalm med text skriven av Johan Olof Wallin.

## Publicerad i
- 1819 års psalmbok som nr 372 under rubriken "Med avseende på särskilda personer, tider och omständigheter: Resande till lands och vatten: Efter storm på havet".[1]